# What Would You Do? (film 1920)
What Would You Do? è un film muto del 1920 diretto da Edmund Lawrence (Wid's riporta come regista anche il nome di Denison Clift).

## Trama

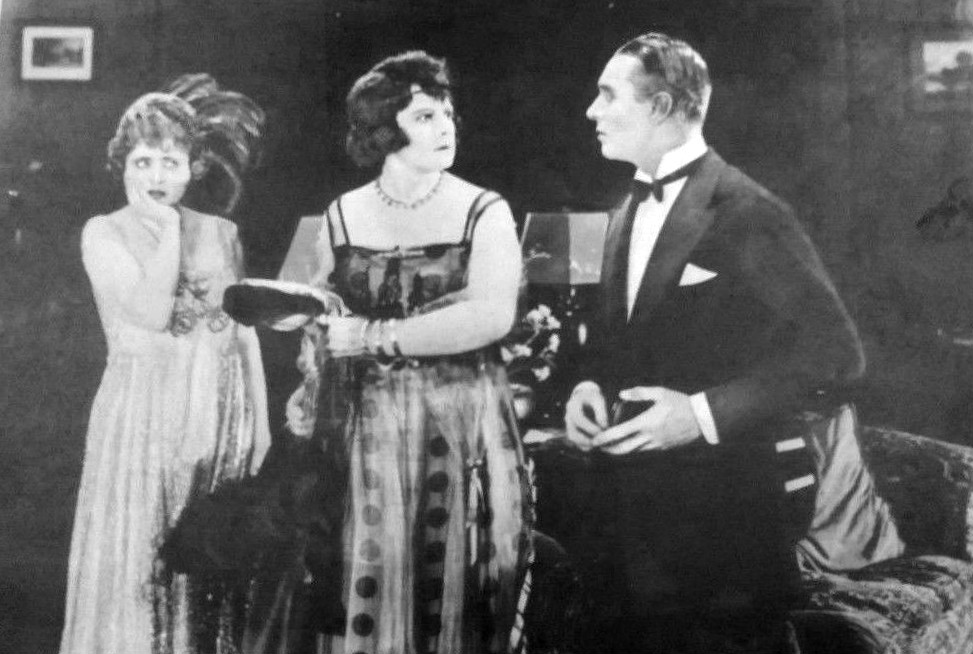

Dopo aver scoperto che il suo socio ha ordito una truffa vendendo una partita di olio, Hugh Chilson scappa in Sudamerica per evitare il carcere, convinto che nessuno crederà alla sua innocenza. Claudia, la moglie di Chilson, riceve la notizia che il marito è morto suicida. Si sposa allora con Curtis Brainerd, un amico di vecchia data, ignorando che lui sia l'amante della cognata Lily. Andando a cavallo, Curtis - un giorno - rimane vittima di un incidente che lo rende invalido. Paralizzato, giace in un letto senza speranza di guarigione, in attesa della morte. Intanto Chilson, diventato nel frattempo un uomo molto ricco, ritorna in patria. Scopre che la moglie si è risposata e lui, non volendo sconvolgerle la vita, evita di avere qualsiasi contatto con lei. Claudia non riesce a resistere alle richieste di morte di Curtis e un giorno gli pone vicino una pistola con la quale l'uomo si uccide. Ma Robert, il fratello di Curtis, interpreta quella morte come un omicidio, accusando Claudia. Lei, per tutta risposta, gli mostra una lettera di sua moglie Lily indirizzata a Curtis, il suo amante. Chilson, venuto a sapere che Claudia è rimasta vedova, va da lei e la coppia è di nuovo felicemente riunita.

## Produzione
Il film fu prodotto dalla Fox Film Corporation.

## Distribuzione
Il copyright del film, richiesto da William Fox, fu registrato l'11 gennaio 1920 con il numero LP14639.
Distribuito dalla Fox Film Corporation, il film uscì nelle sale cinematografiche degli Stati Uniti nel gennaio 1920.
Non si conoscono copie ancora esistenti della pellicola che viene considerata presumibilmente perduta.